# سوريا.
De domeinnaamextensie سوريا. is de Arabische vorm van de domeinnaamextensie .sy voor Syrië.